# Juniper Canyon
Juniper Canyon az Amerikai Egyesült Államok északnyugati részén, Oregon állam Crook megyéjében elhelyezkedő statisztikai település. A 2020. évi népszámlálási adatok alapján 2564 lakosa van.